# Michail Jakowlewitsch Marow
Michail Jakowlewitsch Marow (russisch Михаил Яковлевич Маров; * 28. Juli 1933 in Moskau; † 30. November 2023 in Moskau) war ein russischer Astrophysiker.

## Leben
Marow studierte an der Moskauer Technischen Hochschule „N. E. Bauman“ mit Abschluss 1958. Nach der anschließenden Aspirantur im Institut für Physik der Atmosphäre der Akademie der Wissenschaften der UdSSR (AN-SSSR) in Moskau arbeitete er ab 1962 im 1953 gegründeten Institut für Angewandte Mathematik der AN-SSSR (seit 1978 Keldysch-Institut für Angewandte Mathematik). Ab 1967 leitete er dort die Abteilung für Physik der Planeten. 1970 wurde er zum Doktor der physikalisch-mathematischen Wissenschaften promoviert. Es folgte die Professorenwürde. Er verfasste mehrere Lehrbücher.
Marows Hauptarbeitsgebiet war die Erforschung der Atmosphären der Planeten. Zusammen mit anderen initiierte und leitete er die mehrjährigen Programme zur Untersuchung der Venus mithilfe der Raumsonden der Venera-Mission. Die Temperatur und der Druck der Atmosphäre an der Venusoberfläche wurden gemessen. Marow untersuchte Probleme der Wärmeübertragung und der planetarischen Zirkulation. Ebenso war er am komplexen Untersuchungsprogramm des Landers der Mars 6 mit Messungen in der Mars-Atmosphäre beteiligt (1973–1974). Er führte umfangreiche Untersuchungen der Thermosphäre der Erdatmosphäre durch. Seine quantitativen Auswertungen lieferten Ansätze zur Modellierung der physikalisch-chemischen Prozesse mit Methoden der Fluiddynamik, Kinetik und Statistik. Aktiv beteiligte er sich am Interkosmos-Programm.
Marow war Hauptherausgeber des Astronomitscheski Westnik, Vizevorsitzender des Wissenschaftlichen Rates für Probleme des Mondes und der Planeten der AN-SSSR und Vorsitzender der Sektion Sonnensystem des Astronomie-Rates der AN-SSSR (ab 1985) sowie Vorsitzender der Kommission für das wissenschaftliche Erbe Konstantin Eduardowitsch Ziolkowskis und des Organisationskomitees der Ziolkowski-Vorlesungen. 1990 wurde er Korrespondierendes Mitglied der AN-SSSR und 2008 Wirkliches Mitglied der nun Russischen Akademie der Wissenschaften (RAN).
Nach Marow wurde der 1978 von Nikolai Stepanowitsch Tschernych entdeckte Asteroid (10264) Marov benannt.
Michail Jakowlewitsch Marow verstarb Ende November 2023 im Alter von 90 Jahren.

## Ehrungen, Preise
- Leninpreis (1970)[1]
- Prix Galabert der Société Française d’astronautique (1973)[1]
- Staatspreis der UdSSR (1980)[1]
- Demidow-Preis (2015)[9]
- Orden der Ehre (2015)
- Orden der Freundschaft (2015)[10]
- Keldysch-Goldmedaille der RAN (2016)